# Dent de Patrice Lumumba
La dent de Patrice Lumumba est le seul objet encore existant du corps de Patrice Lumumba. Cette dent est une des deux dents prélevées par un colon belge présent près de son corps et avant que celui-ci ne soit incinéré et dissout dans l'acide. La dent de Patrice Lumumba fait l'objet de tractations entre États belge et congolais en vue d'une restitution à la République démocratique du Congo.

## Histoire

### Contexte de prélèvement
Patrice Lumumba est exécuté le 17 janvier 1961 avec la complicité de mercenaires belges au Katanga. La justice belge répond favorablement à la demande de la famille de procéder à la restitution des restes à sa famille. En 2000, Gerard Soete, commissaire de police belge raconte avoir découpé et dissous dans l'acide les corps de 3 personnes assassinées en même temps : Patrice Lumumba et ses fidèles Joseph Okito et Maurice Mpolo,. Il reçoit l'ordre de faire disparaitre son corps. Il décide alors d'extraire une ou deux dents du corps et de les garder,,.

### Trajet de la dent et Conservation
Gérard Soete les avait ramenés en Belgique comme "trophée de chasse". Après avoir découpé le corps de Lumumba et dissous le corps dans l'acide sulfurique, Gérard Soete raconte 40 ans après la mort du martyr, dans une interview,. En 2011, la famille Lumumba porte plainte contre l'Etat belge, ainsi que plusieurs personnalités belges considérées comme responsables de l'exécution de Patrice Lumumba,.
Le 20 juin 2022 le premier ministre Belge Alexander De Croo restitue cette dent à sa famille en présence des autorités de la RDC.

## Restitution

### Ordonnance de restitution à la suite d'un jugement
Un jugement ordonne la restitution de la dent à Julianna Lumumba, la fille de Patrice Lumumba qui avait introduit une plainte contre la fille de Gérard Soete,. Même longtemps après la diffusion des entretiens de Gérard Soete et de sa fille parlant de reliques et des restes de Lumumba aucune perquisition n'a été ordonnée pour saisir et conserver les restes et la dent et ainsi préserver cet élément du patrimoine familial de Lumumba.

### Tractations en vue de la restitution
Le 05 janvier 2022, la cérémonie de restitution de cette dent par la Belgique est reportée à juin 2022  l'occasion des festivités de l'indépendance de la RDC,,,.